# 五世同堂坊
五世同堂坊位於四川省綿陽市涪城區，文物遺址年代判定為清。2012年7月16日公佈為第八批四川省文物保護單位。
五世同堂坊位於四川省綿陽市涪城區龍門鎮小橋村，建於清道光廿年（1840），是為旌表龍門鄉張仲奇，壽高103歲，五世同堂，和睦共處，相敬如賓而建，該坊坐南向北，四柱三間三層牌樓式建築，高9公尺，寬8公尺。坊身第一層嵌有匾額“五世同堂”，並有頒聯刻於坊柱前後。坊身除柱聯外，另飾有八仙過海，群臣壽宴，二龍戲珠，人物花鳥等深淺浮雕。每根坊柱前後都有抱鼓石，上立朝官、侍者或雄獅，均為圓雕。鼓面刻嫦娥奔月等淺浮雕圖案，藝術價值較高。1999年，綿陽市人民政府公佈為市級文物保護單位。